# غويا (محطة مترو أنفاق مدريد)
فرانسيسكو دي غويا (بالإسبانية: Francisco de Goya)‏ هي محطة مترو أنفاق في مدريد في إسبانيا، تقع على الخط رقم 2,4.